# میکروسکوپ الکترونی فوتوگسیل
میکروسکوپ الکترونی فوتوگسیل (Photoemission Electron Microscopy) که به آن میکروسکوپ فتوالکترونی (PEM) نیز گفته می‌شود، نوعی میکروسکوپ الکترونی است که از تغییرات محلی در نشر الکترون برای ایجاد کنتراست تصویر استفاده می‌کند. تحریک معمولاً توسط نور فرابنفش، تابش سینکروترون یا منابع اشعه ایکس ایجاد می‌شود. PEEM ضریب را به طور غیرمستقیم با جمع‌آوری الکترون‌های ثانویه نشر شده که در پی ایجاد حفره اولیه در فرآیند جذب تولید می‌شوند، اندازه‌گیری می‌کند.
PEEM یک دستگاه حساس به سطح است، زیرا الکترون‌های نشر شده از یک لایه سطحی کم‌عمق منشاء می‌گیرند. در فیزیک، این تکنیک به عنوان PEEM شناخته می‌شود و به‌طور طبیعی با روش‌های پراش الکترونی انرژی پایین (LEED) و میکروسکوپ الکترونی انرژی پایین (LEEM) همراه است. در زیست‌شناسی، این تکنیک میکروسکوپ فتوالکترونی (PEM) نامیده می‌شود که با طیف‌سنجی فتوالکترونی (PES)، میکروسکوپ الکترونی عبوری (TEM) و میکروسکوپ الکترونی روبشی (SEM) هماهنگی دارد

### اثر فتوالکتریک

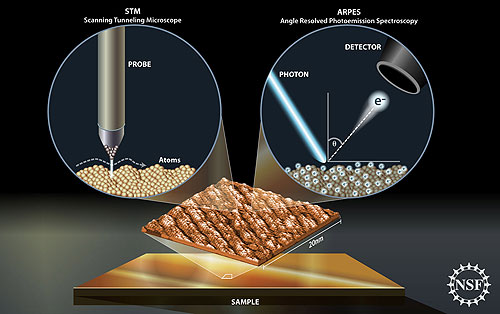
تحریک الکترون‌ها و بررسی فوتوالکترون‌های گسیل شده توسط میکروسکوپ الکترونی فتوگسیل

اثر نشر نوری یا فوتوالکتریک، پدیده‌ای کوانتومی در الکترونیک است که در آن الکترون‌ها (فوتوالکترون‌ها) پس از جذب انرژی از تابش الکترومغناطیسی مانند نور فرابنفش (UV) یا اشعه ایکس از ماده ساطع می‌شوند. هنگامی که نور UV یا اشعه ایکس توسط ماده جذب می‌شود، الکترون‌ها از سطوح هسته‌ای به حالت‌های خالی برانگیخته شده و حالت‌های خالی هسته‌ای باقی می‌گذارند. الکترون‌های ثانویه در اثر زوال حفره هسته‌ای ایجاد می‌شوند. فرآیندهای اوژه و پراکندگی الکترون‌های غیرکشسان باعث ایجاد یک آبشار از الکترون‌های کم‌انرژی می‌شوند. برخی از این الکترون‌ها به سطح نمونه نفوذ کرده و به فضای خلأ فرار می‌کنند. طیف گسترده‌ای از الکترون‌ها با انرژی‌هایی بین انرژی تابش و تابع کار نمونه منتشر می‌شوند. این توزیع گسترده الکترون‌ها منبع اصلی اعوجاج تصویر در میکروسکوپ است.

### محدودیت‌ها

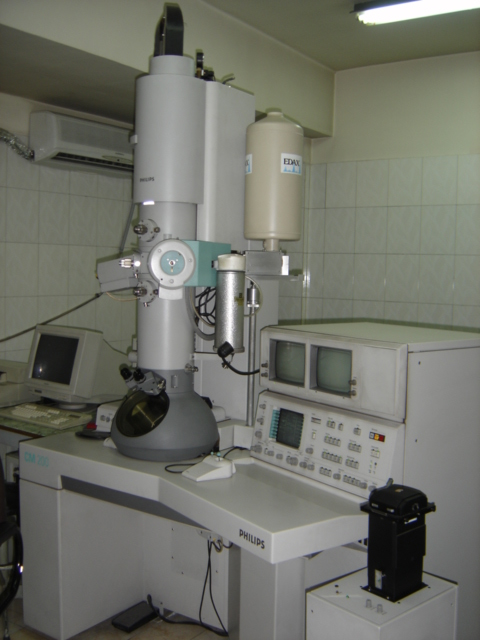
تصویری از میکروسکوپ الکترونی عبوری(TEM)